# Daïras de la wilaya de Béchar
La wilaya de Béchar compte 6 daïras.

## Daïras de la wilaya de Béchar
Localisation des daïras dans la wilaya de Béchar :
1. Béchar
2. Beni Ounif
3. Lahmar
4. Kenadsa
5. Taghit
6. Abadla
7. Tabelbala
8. Igli
9. Beni Abbes
10. El Ouata
11. Kerzaz
12. Ouled Khoudir

Le tableau suivant donne la liste des daïras de la wilaya de Béchar en précisant, pour chaque daïra, son code, son nom (qui est toujours le nom de la ville chef-lieu de la daïra), le nombre de communes, sa superficie, ainsi que sa population.
| Code | Daïra      | Nombre de communes | Superficie km2 | Population | Communes                                        |
| ---- | ---------- | ------------------ | -------------- | ---------- | ----------------------------------------------- |
| 01   | Béchar     | 1                  | +05 050,       | +171 724,  | Béchar                                          |
| 02   | Beni Ounif | 1                  | +16 600,       | +011 209,  | Beni Ounif                                      |
| 03   | Lahmar     | 3                  | +03 220,       | +003 614,  | Boukais, Lahmar, Mougheul                       |
| 04   | Kenadsa    | 2                  | +05 040,       | +014 630,  | Kenadsa, Meridja                                |
| 05   | Taghit     | 1                  | +08 040,       | +006 505,  | Taghit                                          |
| 06   | Abadla     | 3                  | +12 100,       | +022 006,  | Abadla, Erg Ferradj, Mechraa Houari Boumedienne |